# Kalled Mustonen
Kalled Mustonen, född 1 mars 1979 i Stockholm, är en sverigefinsk skådespelare, känd för filmerna Babylonsjukan och Snabba cash – Livet deluxe (2013) och TV-serierna Störst av allt (2019) och Innan vi dör (2017).

## Roller i urval
| År        | Titel                        | Roll          | Noteringar |
| --------- | ---------------------------- | ------------- | ---------- |
| 2004      | Babylonsjukan                |               |            |
| 2006      | Beck: Flickan i jordkällaren | Pizzabud      |            |
| 2013      | Snabba cash – Livet deluxe   |               |            |
| 2015      | Tjuvheder                    |               |            |
| 2014-2017 | Torpederna (TV-serie)        |               |            |
| 2017      | Hassel                       |               |            |
| 2017      | Alex (TV-serie)              |               |            |
| 2016-2017 | Syrror                       |               |            |
| 2019      | Störst av allt (TV-serie)    |               |            |
| 2019      | Fartblinda                   |               |            |
| 2017-2019 | Innan vi dör                 |               |            |
| 2020      | Hamilton (TV-serie)          |               |            |
| 2020      | Kalifat                      |               |            |
| 2021      | Red Dot                      | Jarmo         |            |
| 2021      | Snöänglar                    |               |            |
| 2024      | I dina händer                | Svante Larson |            |